# Kamel al-Wazir
 (mai 2024).
Kamel al-Wazir (en arabe : كامل الوزير) est un homme politique égyptien, ministre des Transports. Il occupe ce rôle après la démission du précédent ministre, Hisham Arafat, à la suite d'un grave accident de train à la gare Ramsès,.

## Biographie

### Éducation
Kamel al-Wazir étudie le génie civil et architectural au Collège technique militaire. Il obtient également une maîtrise en sciences militaires,.

### Carrière
Avant de devenir ministre des Transports, al-Wazir est à la tête de l'Autorité du génie des forces armées. Dans ce rôle précédent, il est impliqué dans d'importants projets nationaux, tels que le creusement du nouveau canal de Suez et l'aménagement du plateau d'Al Galala à Ain Soukhna,.

### Ministre des Transports
Al-Wazir succède à Hisham Arafat au poste de ministre des Transports après la démission d'Arafat en raison de la catastrophe ferroviaire de la gare Ramsès. Pendant le mandat d'al-Wazir en tant que ministre, un autre accident de train se produit, avec deux trains entrés en collision en Haute-Égypte. En réponse à cet incident, al-Wazir présente des excuses officielles.